# Sven Ivar Lind

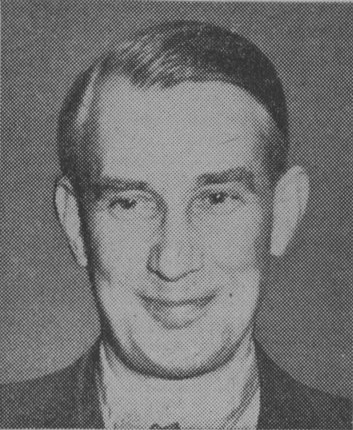
Sven-Ivar Lind

Sven Ivar Lind, född 23 mars 1902 i Tidaholm, död 3 april 1980 i Danderyd, var en svensk arkitekt.

## Liv och verk

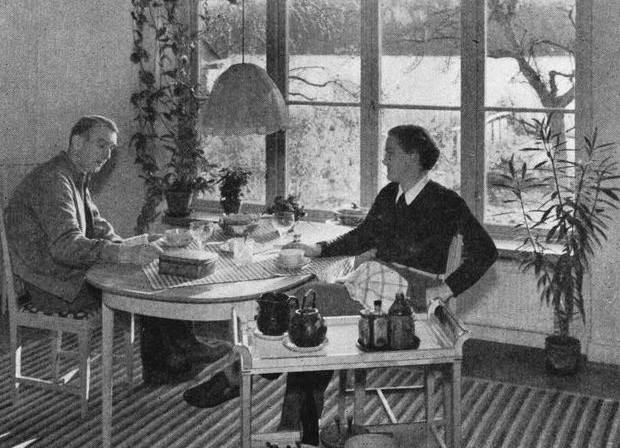
Husherren med hustru i Villa Lind, 1949.

Lind studerade arkitektur i Stockholm och var därefter anställd hos Ernst Torulf, Gunnar Asplund och vid Stockholms stadsbyggnadskontor. Han fortsatte samarbeta med Asplund och kom efter dennes död att färdigställa några av hans oavslutade projekt, exempelvis S:t Olofs kapell på Kvibergs kyrkogård, Göteborg, Sankta Birgittas kapell i Skövde och Stockholms stadsarkiv. Lind ritade flera kapell och krematorier runt om i Sverige. 
Under några år omkring 1930 drev Lind eget kontor i Paris. Han ritade den svenska paviljongen vid Världsutställningen i Paris 1937  vilken fick stor uppmärksamhet. Sven Ivar Lind kom också att rita de monteringsfärdiga hus, de så kallade svenskhusen, som monterades i Normandie efter andra världskriget. Det var hjälp till befolkningen som mist sina hem som en följd av kriget.
Kraftverkssamhällena i Harrselefors och Pengfors i Västerbottens län från 1940- och 1950-talen är båda verk av Sven Ivar Lind. Kraftstation, samt bostäder och miljö i anslutning till verket, gestaltades med stor omsorg. Sven Ivar Linds privatbostad, Villa Lind, uppfördes 1945–1946 på en södersluttning ner mot Edsviken vid Kevinge Strand i Danderyd. Huset bär tydlig inspiration från franska lanthus.
Han var speciallärare i dekorativ konst vid Kungliga Tekniska Högskolan 1931–1943 och tillförordnad professor i arkitektur 1940–1942. År 1948 blev Lind professor vid Kungliga Konsthögskolan i Stockholm. Han var slottsarkitekt för Stockholms slott 1959–1980 och Drottningholms slott 1962–1980. För Stockholms slott står han för ombyggnaden av flera källarvalv till vad som idag är skattkammaren.

## Bilder, verk i urval

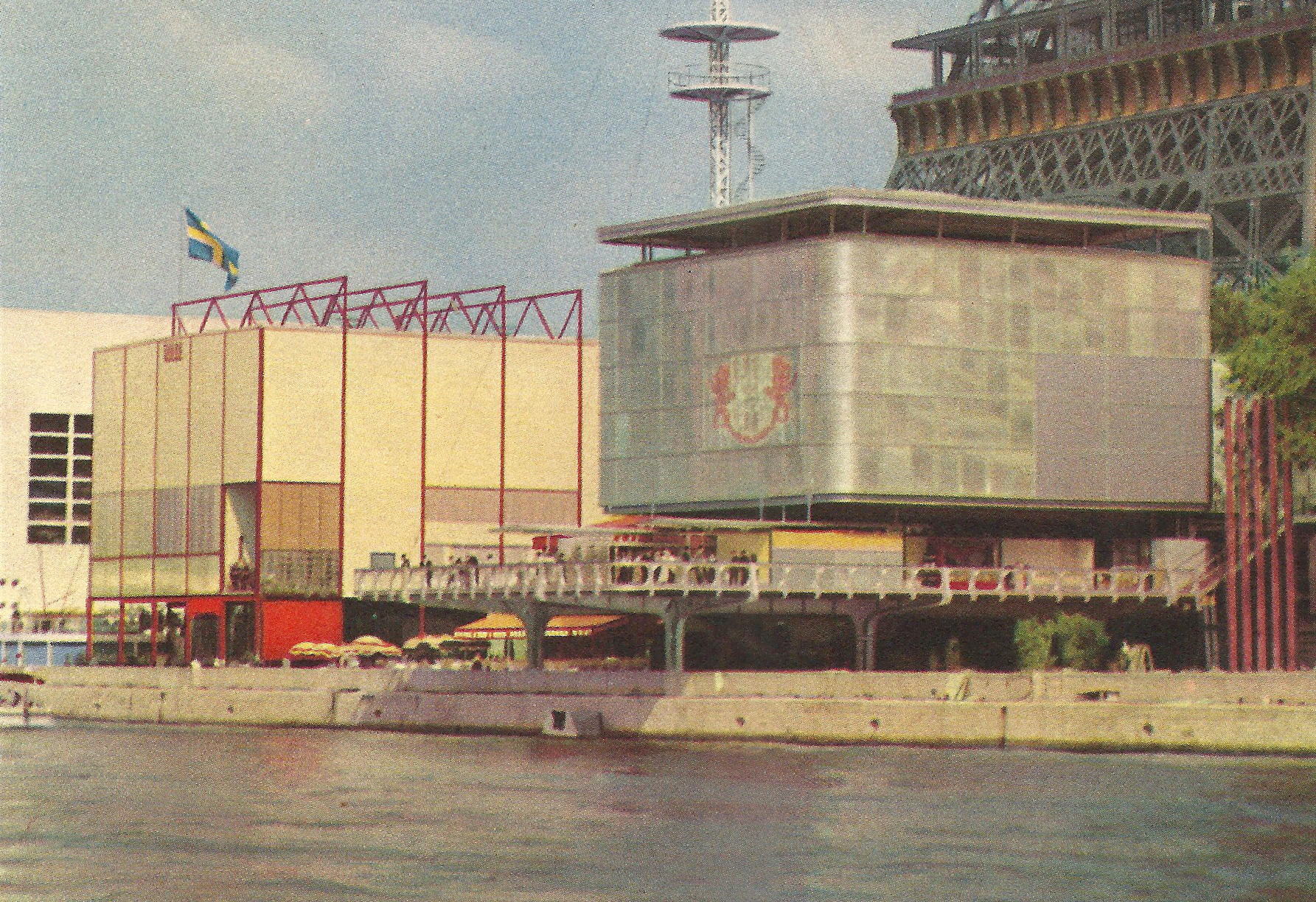
Svenska paviljongen (till vänster) vid Världsutställningen i Paris 1937.
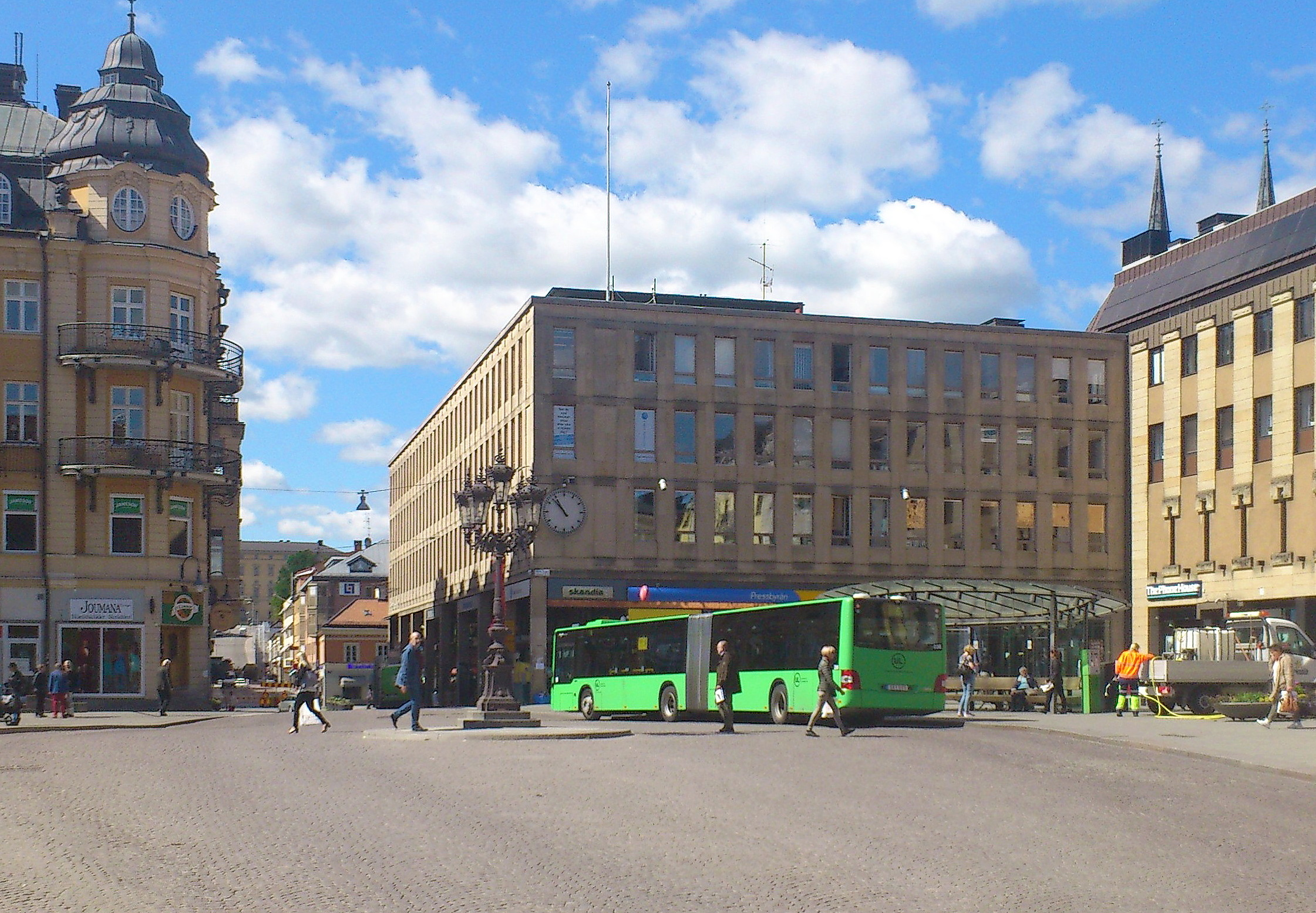
Skandiahuset, Uppsala (byggnaden i mitten)
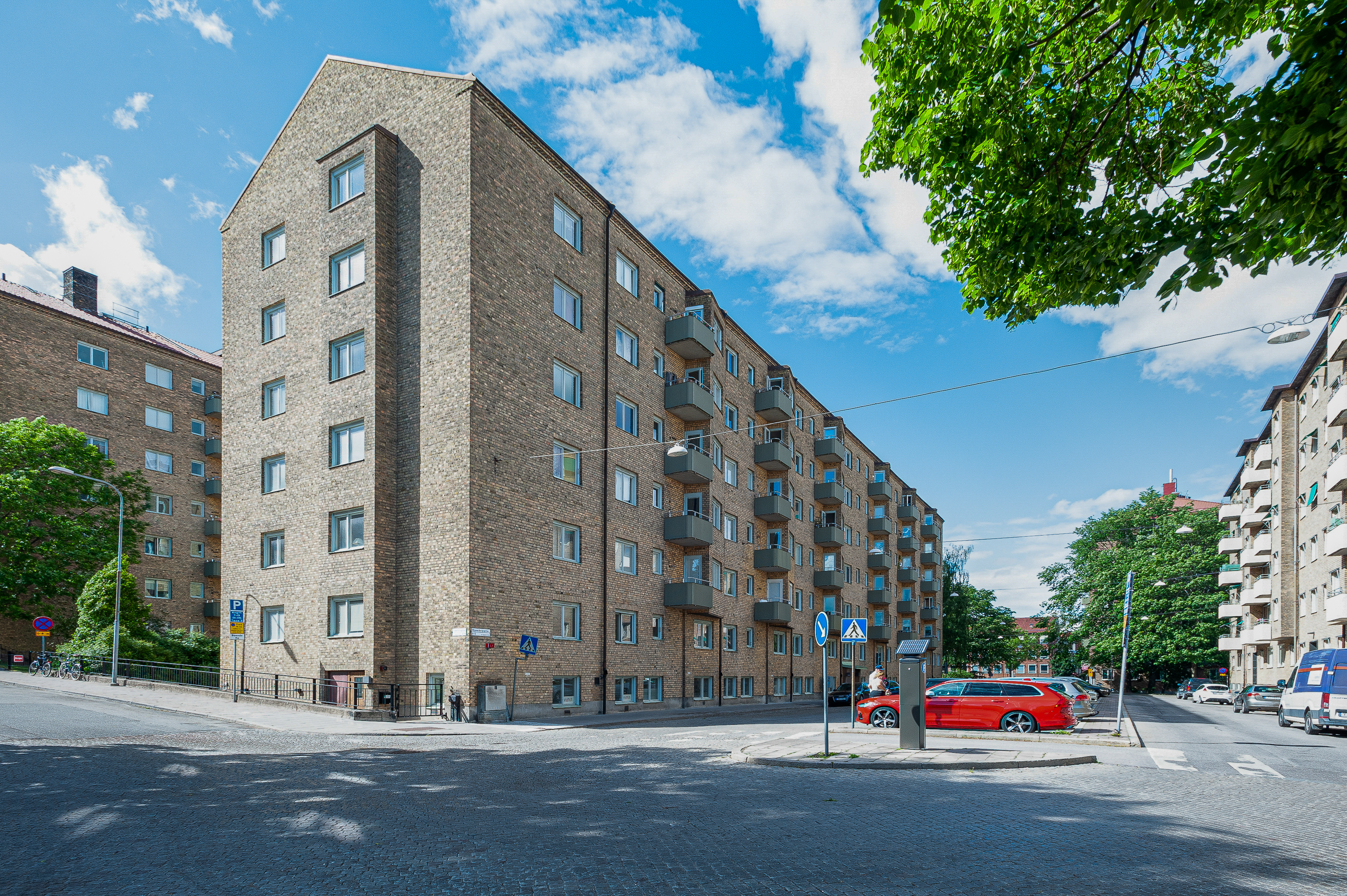
Mariebergs kollektivhus, Stockholm
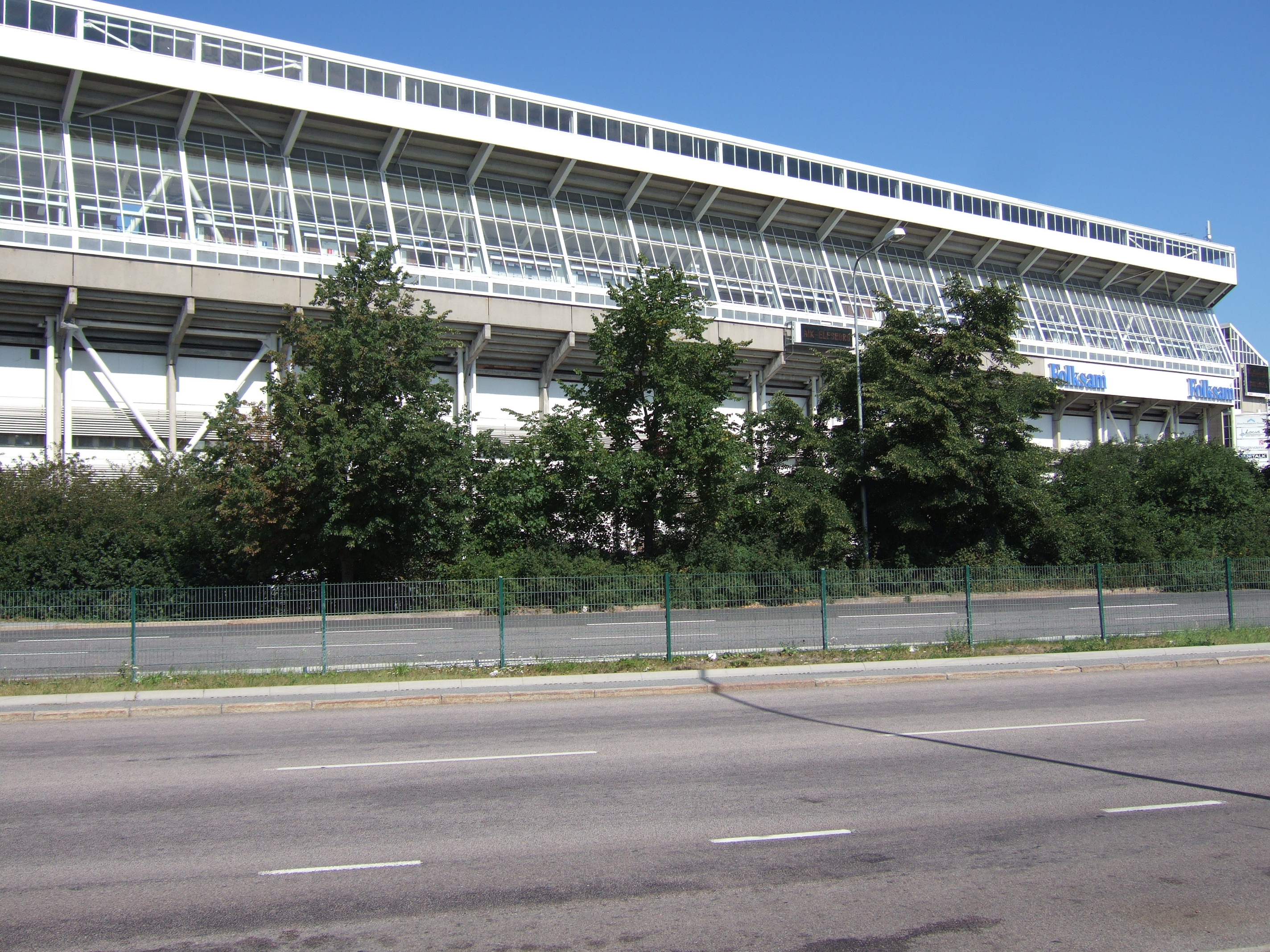
Råsundastadion (byggnad riven 2013)
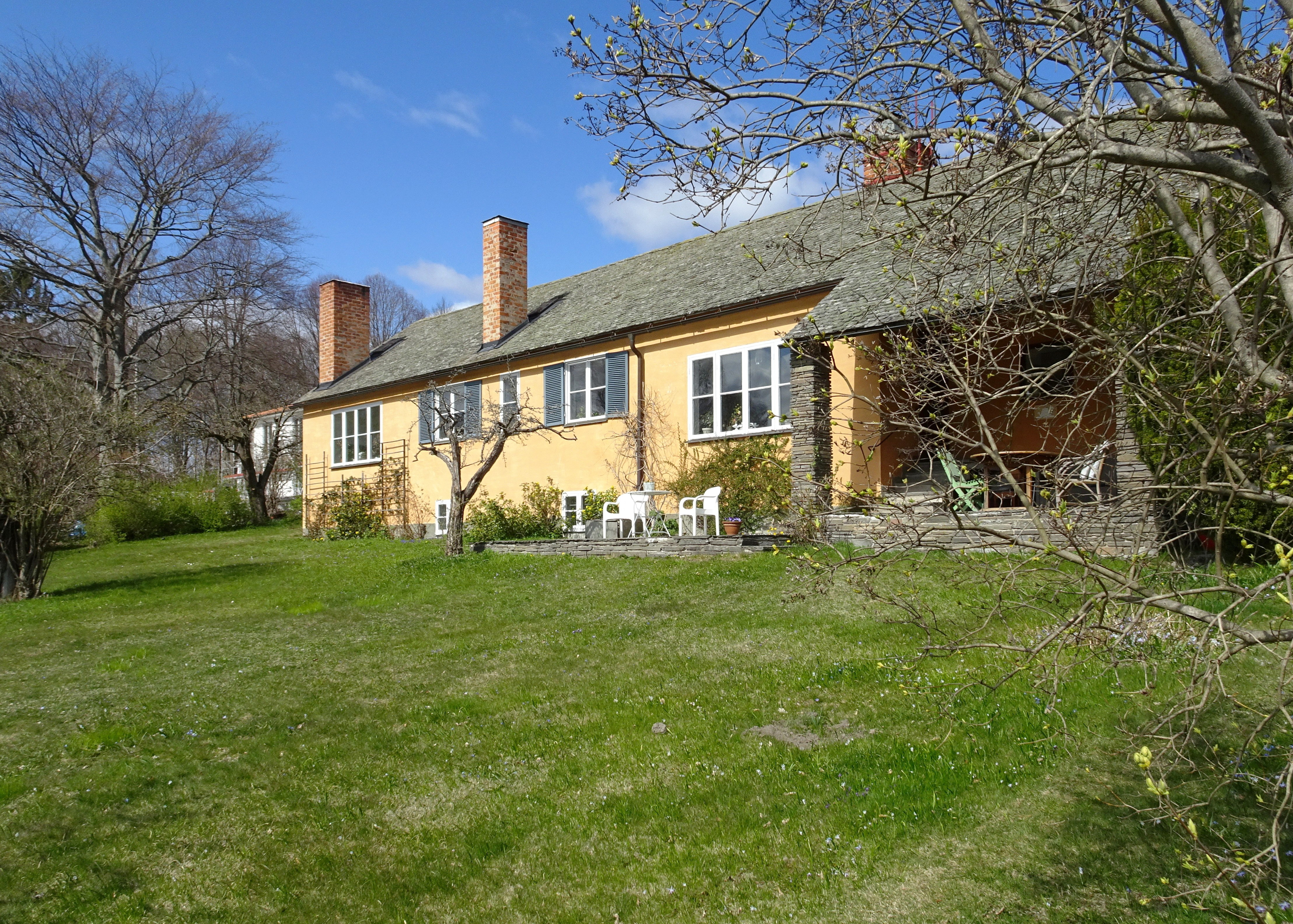
Villa Lind, Kevinge, april 2020.

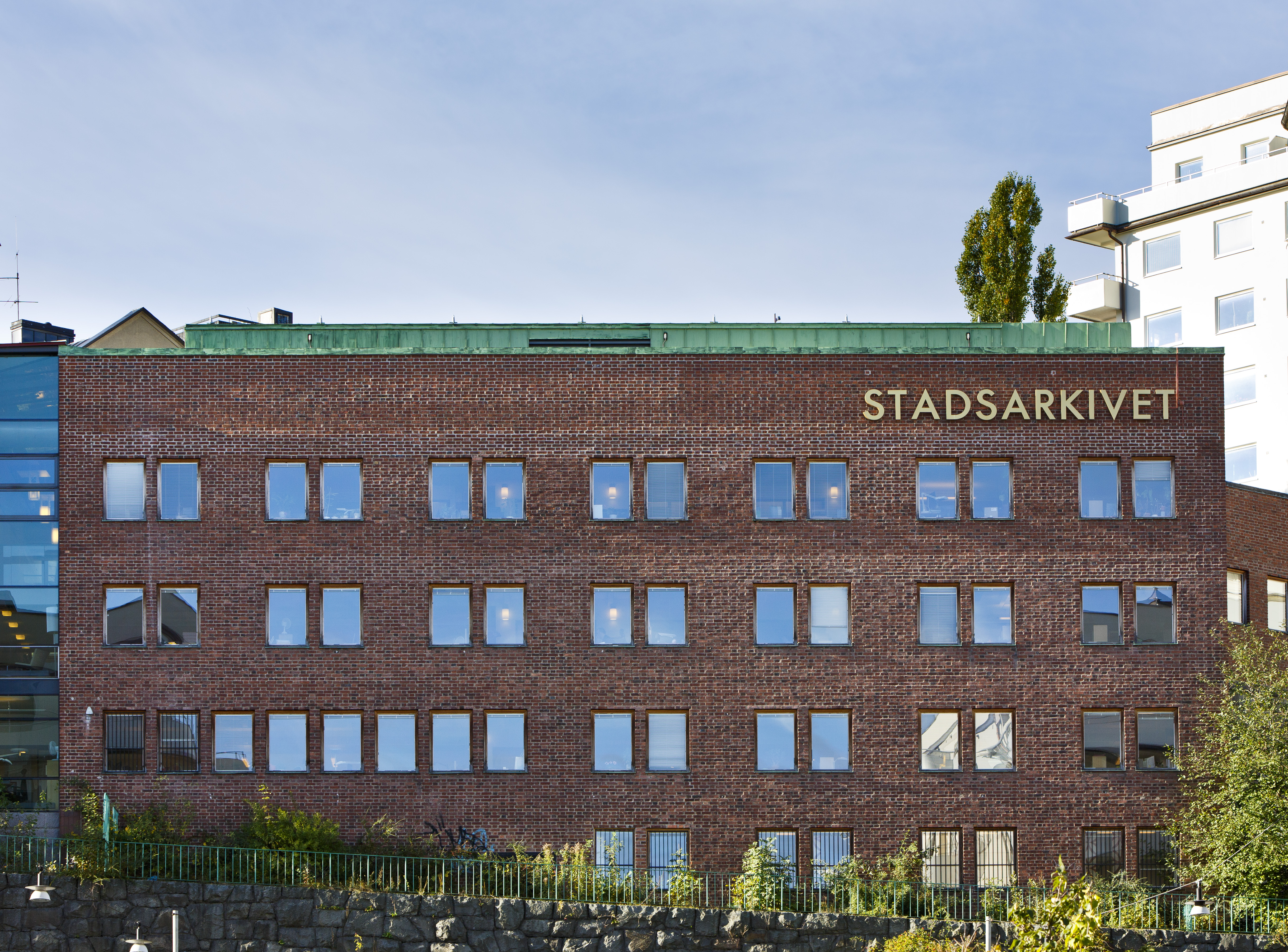
Stockholms stadsarkiv
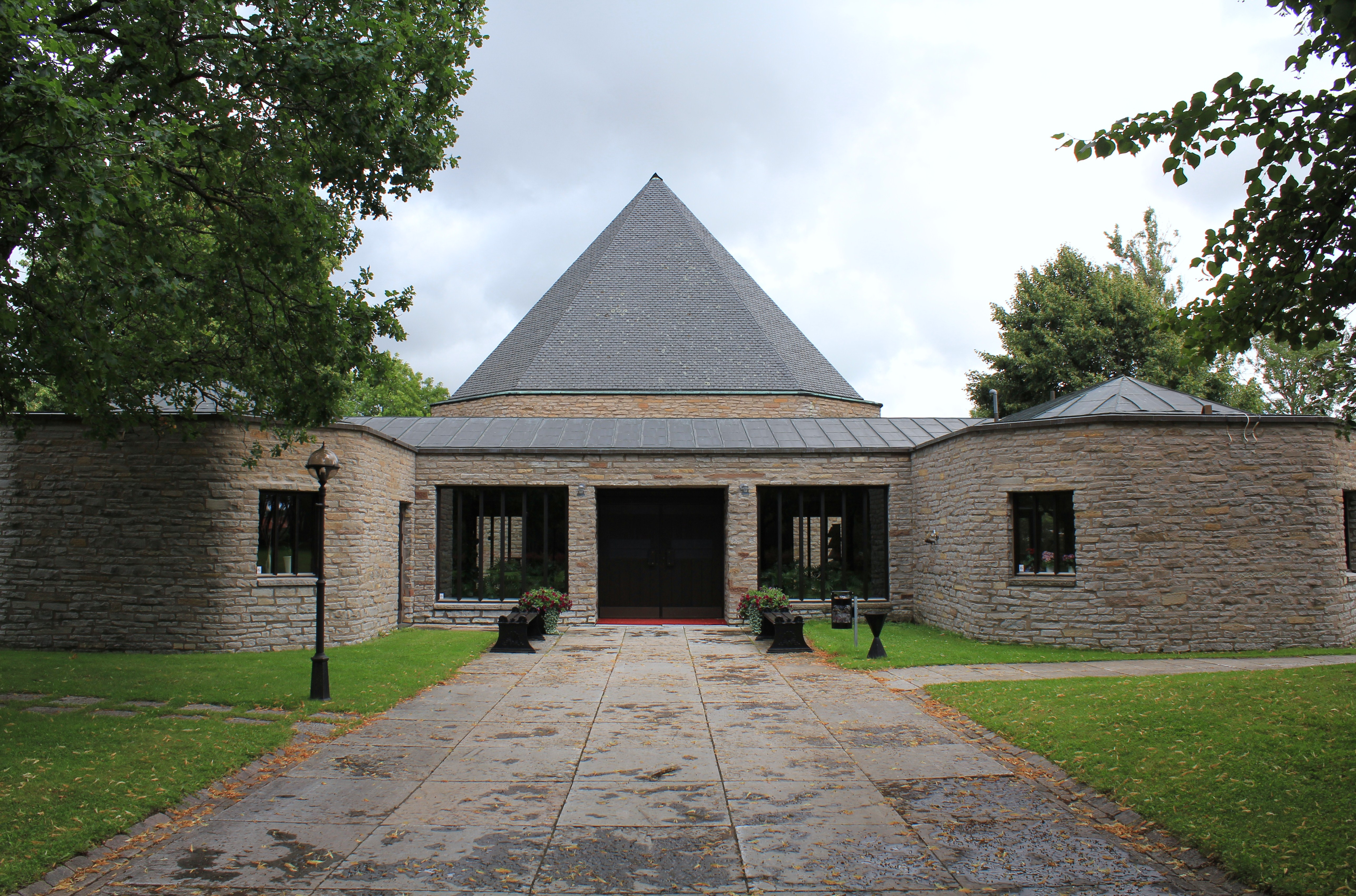
Sankta Birgittas kapell, Skövde
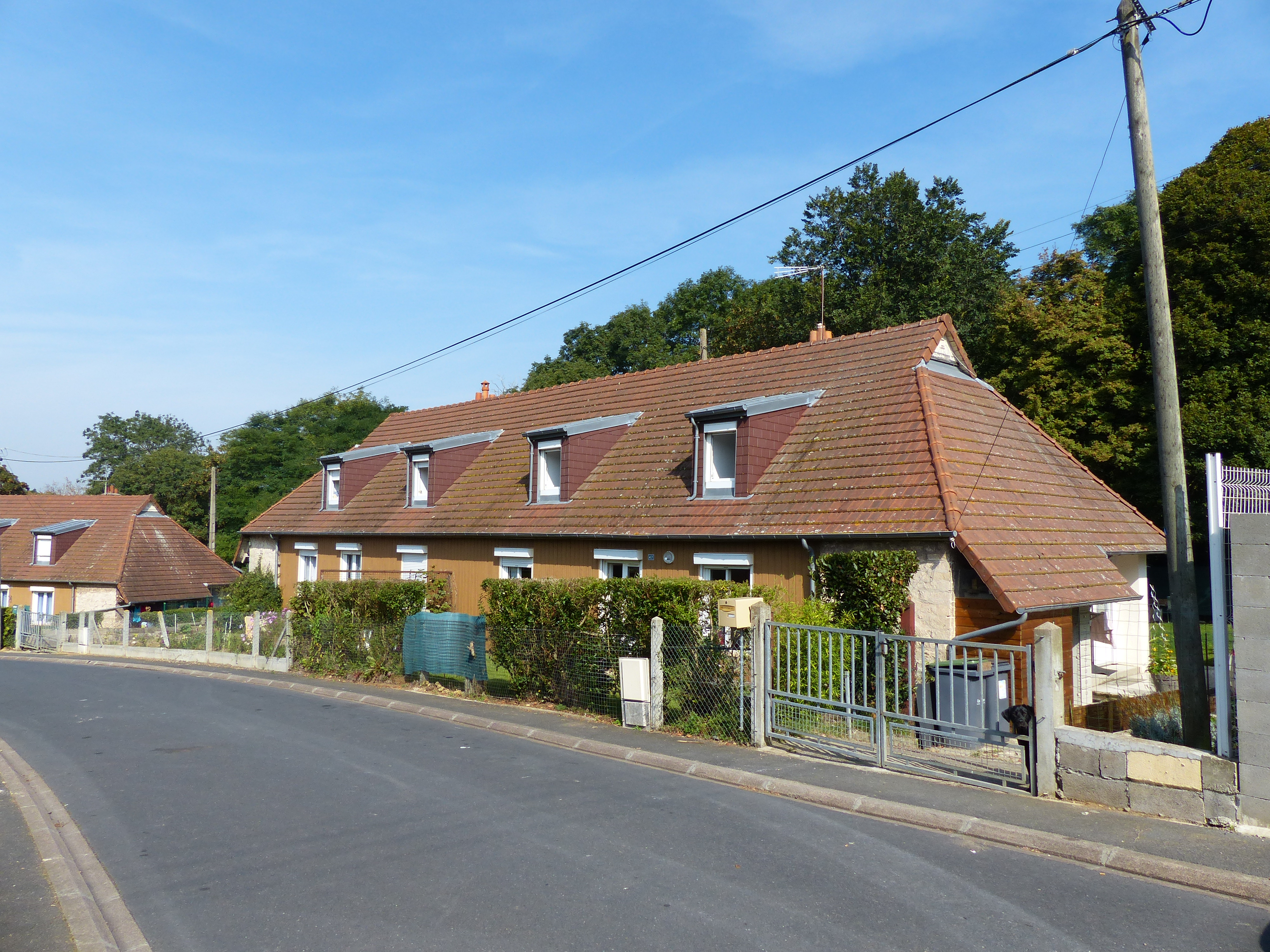
Monteringsfärdiga hus i Normandie - Svenska statens gåvohus till återuppbyggnaden i Normandie
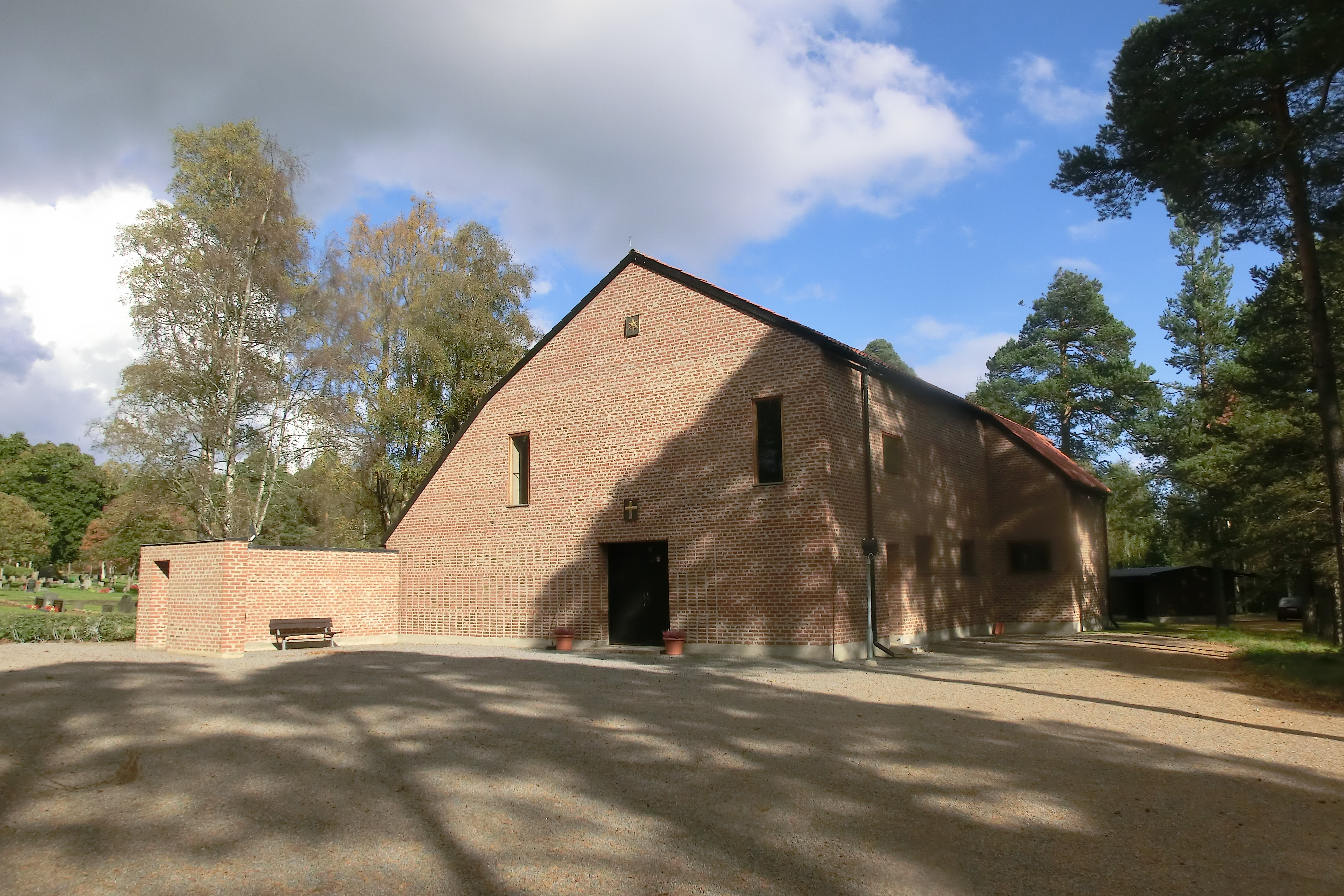
Sankta Maria kapell, Iggesund
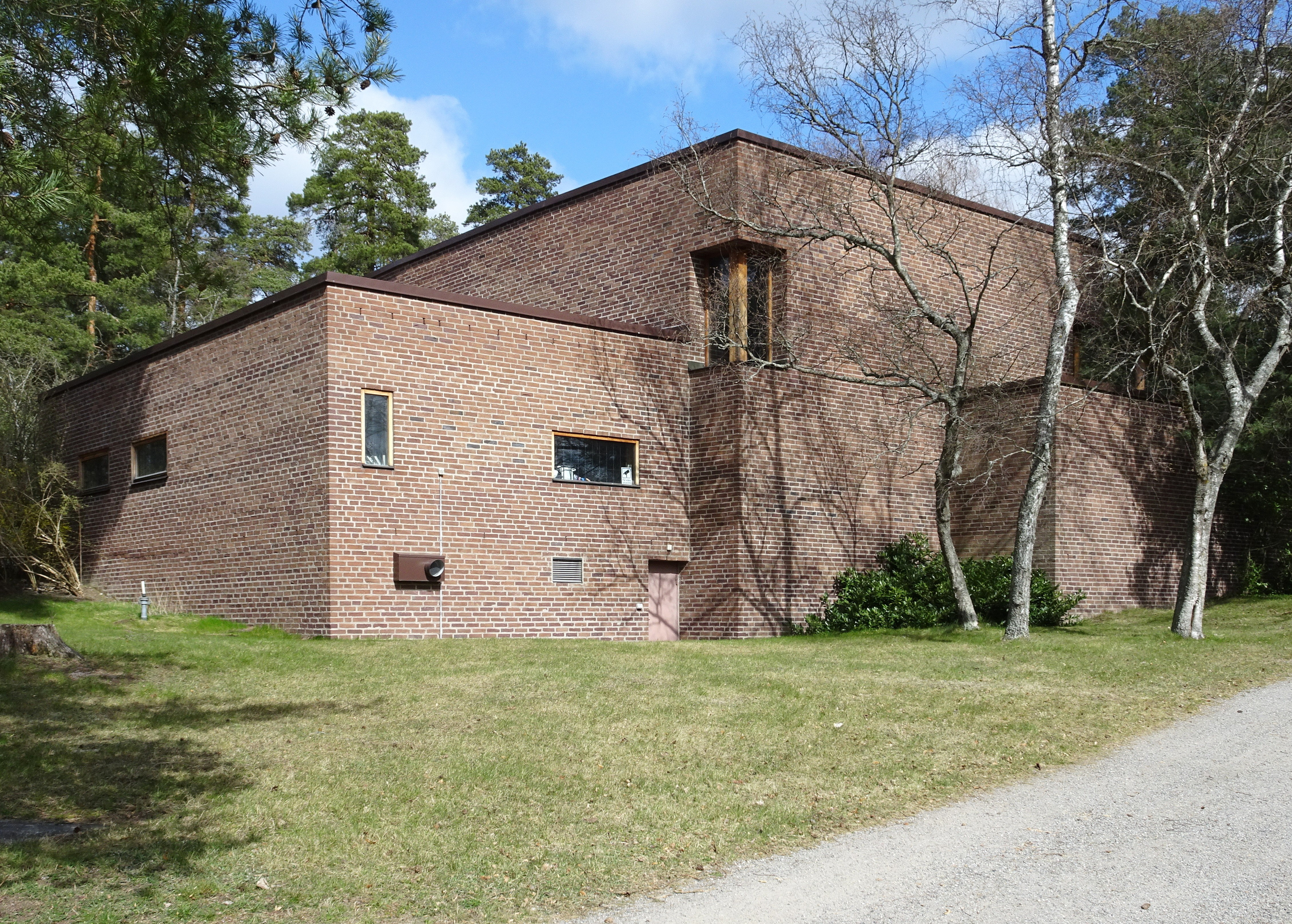
Begravningskapell för Södra judiska begravningsplatsen i Stockholm

## Priser och utmärkelser
- 1945 – Ledamot av Kungliga Akademien för de fria konsterna
- 1956 – Prins Eugen-medaljen
- 1976 – Litteris et Artibus

## Verk (urval)
- Cour Vendôme, 7 Place Vendôme, Paris 1928-1930, 1932-1933, för Kreuger & Toll, projekt.
- N.V.Hollandsche Koopmansbank, Keizersgracht 674, Amsterdam, nybyggnad bakom konserverad fasad i fransk sandsten 1928-1930, för Kreuger & Toll, projekt.
- Tre villor, Lidingö efter 2:a pris i tävlingen Bygge och Bo-utställningen 1925.
- 20 st smärre villauppdrag, ombyggnader, sommarhus mm 1926.
- Utställningen Standard 34 i Liljevalchs konsthall, Stockholm 1934.
- Ny plan för Norrmalm, Stockholm 1936, tillsammans med Wolter Gahn.
- Sommarstuga på Lilla Askerön på västkusten för Bengt Rase 1936.
- Råsundastadion 1937, 1957. (med Birger Borgström)
- Sveriges paviljong på Parisutställningen Expo 37, 1937.
- Tändsticksetiketter mm 1935-1938.
- Bostad och ateljé för skulptör Robert Nilsson och hans hustru Barbro, Lerberget, Skåne 1939.
- Restaurang Byttan i Kalmar stadspark 1939.
- Rektorskedja för KTH, utförd av Atelier Borgila 1939.
- Hyreshus i kv Gästgivaren, Kalmar 1940-1950-tal.
- Hantverkshuset, Kalmar 1940.
- Mariebergs kollektivhus, Stockholm för byggmästare Olle Engkvist 1944.[2]
- Disponentbostad för Ölands Gasbetong i Ventlinge på Öland 1944.
- Sommarstuga för byggmästare Olle Engkvist i Trosa skärgård 1945.[3]
- Stuga för byggmästare Olle Engkvist i Sorunda 1945.[4]
- Villa Lind, Kevinge, den egna villan i Kevinge, Danderyd 1945-1946.
- 200 småhus, svensk återuppbyggnad Normandie 1945-1949.
- Diverse smärre uppdrag åt ambassader och legationer i Frankrike, Holland och Sverige 1946-.
- Kraftverksbyggen: Hjälta, Skallböle, Pengfors, Harrsele samt Bjurfors nedre och övre, 1950-1962.
- Bostäder, sociala och industribyggnader för Dynäs AB i Väja, Svanö AB 1949-1963.
- Waldemarsudde, Stockholm, konstgalleri på vindsvåningen 1953.
- Begravningskapell i Flen 1953-1958.
- Hotell Blå Jungfrun, Oskarshamn 1956.
- Stockholms stadsarkiv (efter Gunnar Asplund) 1959.
- Sjöfartshuset, Skeppsbron 10, Stockholm, restaurering 1961.
- Kontor i Skandiakoncernen, Uppsala 1965.
- Krematorium på Kvibergs kyrkogård, Göteborg (efter Gunnar Asplund) 1949-1958.
- Krematorium i Skövde (efter Gunnar Asplund) 1947-1962.
- Begravningskapell, Bjuråker 1959.
- Krematorium i Nässjö 1962.
- Kapell i Bergsjö 1963.
- Krematorium i Södertälje 1963.
- Krematorium i Nyköping 1966.
- Begravningskapell i Iggesund 1969.
- Begravningskapell för Södra judiska begravningsplatsen i Stockholm 1969.
- Sveriges beskickning i Paris, diverse arbeten. Projektering av ny ambassadbyggnad, ej utförd 1956-1969.
- Riksdagshuset i Stockholm, utredning ombyggnad till enkammarriksdag 1959-1968.
- Skattkammaren, Stockholms slott 1970.
- Livrustkammaren på Stockholms slott, ombyggnad och inredning 1968-1976.
- Brännkyrka kyrka, om- och tillbyggnad 1975.
- Lantmäteristyrelsens hus i Stockholm, ombyggnad för operan 1976.
- Drottningholms slott, inredningsarbeten vid olika tillfällen 1965-1980.
- Klockstapel, S:t Olofs kyrkogård, Enköping 1980-1981 (postumt).
- Ca tio st gravvårdar för diverse offentliga personer 1926-1978, bl a: Gravvård över professor E G Asplund, *Skogskyrkogården 1941; Ordnandet av prins Eugens grav, Waldemarsudde 1947; Gravvård över borgarrådet Yngve Larsson, Skogskyrkogården, Stockholm 1978.